# Westford (New York)
Westford est une ville du comté d'Otsego, dans l'État de New York, aux États-Unis,. En 2010, elle comptait une population de 868 habitants.

## Démographie
Lors du recensement de 2000, la ville comptait une population de 868 habitants, tandis qu'en 2016, elle est estimée à 830 habitants.